# Atomrechtliche Zuverlässigkeitsüberprüfungs-Verordnung
Die Atomrechtliche Zuverlässigkeitsüberprüfungs-Verordnung (AtZüV) ist eine Verordnung der deutschen Bundesregierung, die insbesondere auf § 12 Abs. 1 Nr. 10 und 11 Atomgesetz basiert.
Für Personen, die in kerntechnischen Einrichtungen oder bei der Beförderung von Kernbrennstoffen tätig sind, müssen die Genehmigungs- und Aufsichtsbehörden die Zuverlässigkeit überprüfen. Diese Überprüfung ist u. a. für Antragsteller, Genehmigungsinhaber und andere Verantwortliche in Genehmigungsverfahren für Transport, Aufbewahrung, Bearbeitung, Verarbeitung und sonstige Verwendung von Kernbrennstoffen, für Bau und Betrieb von Kernreaktoren sowie für Bau und Betrieb von Beschleunigern (Anlagen zur Erzeugung ionisierender Strahlen) durchzuführen.
Bei Errichtung oder dem Betrieb von Anlagen, beim Umgang mit radioaktiven Stoffen oder bei der Beförderung von radioaktiven Stoffen, wie sie in den §§ 7, 11 und 16 der Strahlenschutzverordnung normiert sind, ist eine Zuverlässigkeitsüberprüfung dann erforderlich, wenn die zuständige Behörde diese verlangt, weil ein besonderer Schutz gegenüber unbefugten Handlungen, die zum Diebstahl oder zur Freisetzung radioaktiver Stoffe führen können, nötig ist.
Überprüft werden je nach Kategorie z. B. die Identität des Betroffenen sowie Einträge in Kriminalakten und Personenfahnundungsdateien oder nachrichtlichendienstlichen Informationssystemen. Die Überprüfung ist alle fünf Jahre erneut durchzuführen.
Eine Zustimmung der zu überprüfenden Person muss vor Beantragung der Überprüfung vorliegen. 
Zweifel an der Zuverlässigkeit können sich z. B. aus begangenen Straftaten oder aus Mitgliedschaften in Organisationen oder Gruppierungen ergeben, die gegen die freiheitliche demokratische Grundordnung, gegen den Gedanken der Völkerverständigung oder gegen das friedliche Zusammenleben der Völker agieren, ergeben.

## Inhalt
Die Atomrechtliche Zuverlässigkeitsüberprüfungs-Verordnung ist folgendermaßen aufgebaut:
- § 1: Anwendungsbereich; Begriffsbestimmungen
- § 2: Kategorien der Zuverlässigkeitsüberprüfung
- § 3: Zuverlässigkeitsüberprüfungen
- § 6: Verfahren
- § 7: Abschluss der Zuverlässigkeitsüberprüfung
- § 8: Geltungsdauer; Wiederholungsüberprüfung
- § 9: Maßnahmen bei den einzelnen Überprüfungsarten

Die §§ 4, 10 und 11 sind weggefallen.

## Kategorien und Umfang der Überprüfung
Die AtZüV unterscheidet drei Kategorien von Zuverlässigkeitsüberprüfungen, die je nach Tätigkeit bzw. Aufgabe durchgeführt werden müssen:
- Umfassende Zuverlässigkeitsüberprüfung;

erforderlich für Antragsteller in atomrechtlichen Genehmigungsverfahren bzw. Genehmigungsinhaber, Verantwortliche für den Errichtung, Leitung und Betrieb sowie Angehörige des Objektsicherungsdienstes von nuklearen Anlagen, Personal, das Arbeiten an Sicherungssystemen im Betrieb einer Anlage ausführt etc.
- Erweiterte Zuverlässigkeitsüberprüfung;

erforderlich für Personal, das nur Zutritt zum äußeren oder inneren Sicherungsbereich um eine Anlage hat.
- Einfache Zuverlässigkeitsüberprüfung;

erforderlich für Personal, das ausschließlich Zutritt zum äußeren Sicherungsbereich um eine Anlage hat.
Entsprechend der oben beschrieben Abstufung werden auch die Maßnahmen, die bei der Zuverlässigkeitsüberprüfung von der zuständigen Behörde eingeleitet werden, abgestuft. Bei einer einfachen Zuverlässigkeitsüberprüfung werden lediglich das Bundeskriminalamt und die Landeskriminalämter – zu den vergangenen fünf Jahren – und die Verfassungsschutzbehörden um Auskunft gebeten sowie die Personenidentität und die polizeilichen Fahndungsdateien ge- bzw. überprüft. Bei der erweiterten und der umfassenden Zuverlässigkeitsüberprüfung erhöht sich der Überprüfungsaufwand sowohl was den rückwirkenden Zeitraum anbelangt als auch das Einschalten weiterer Behörden (z. B. Bundeszentralregister, Bundesnachrichtendienst).